# Fetească Albă

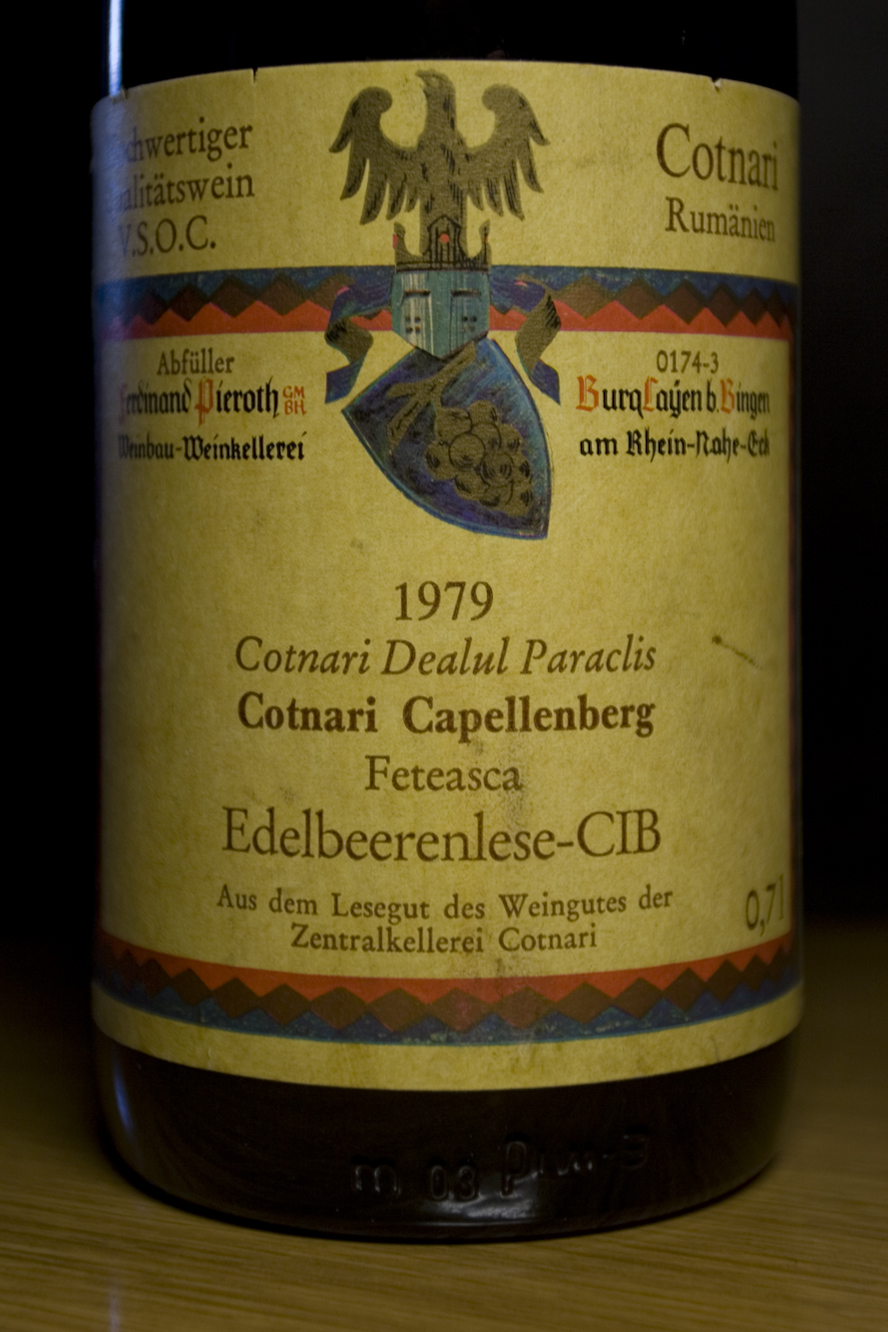
1979er Cotnari Dealul Paraclis Fetească CIB

Die Weißweinsorte Fetească Albă (deutsch: Weiße Mädchentraube) ist eine autochthone Sorte aus der Moldau und Teilen Siebenbürgens. Sie ist vor allem in Ländern Osteuropas wie Bulgarien (ca. 1000 Hektar), Moldawien, Rumänien (ca. 10.590 Hektar), Ungarn (ca. 200 Hektar) und in der Ukraine stark verbreitet. Die weltweite Verbreitung beläuft sich auf ca. 14.000 Hektar bestockter Rebfläche. Fetească Albă ist eine Varietät der Edlen Weinrebe (Vitis vinifera). Sie besitzt zwittrige Blüten und ist somit selbstfruchtend. Beim Weinbau wird der ökonomische Nachteil vermieden, keinen Ertrag liefernde, männliche Pflanzen anbauen zu müssen.
Die früh reifende Sorte erbringt alkoholreich sehr duftige Weine, die im Aroma an Pfirsich und Aprikose erinnern. Trocken ausgebaut fehlt es dem Weißwein häufig an Säure. Die Sorte wird aber im Verschnitt zum Beispiel für den berühmten Dessertwein Cotnari verwendet und sortenrein zum Fetească ausgebaut, der in seiner Heimat Siebenbürgen auch Perle von Târnave genannt wird.
Siehe auch die Artikel Weinbau in Bulgarien, Weinbau in der Republik Moldau, Weinbau in Rumänien, Weinbau in Ungarn und Weinbau in der Ukraine sowie die Liste von Rebsorten.

## Synonyme
Fetească Albă ist auch unter den Synonymen Ağ Fetyaska, Baratik, Bulgarien Fetească, Devcenco Hrozno, Devicii belii, Dievčenské Hrozno, Dievcie Hrozno, Dívčí Hrozen, Fehér Leányka, Fetiasca Alba, Fetiasca belii, Fetiaska belaya, Fetească, Fetiaska, Fetisoara, Fetjaska Belaja, Fetyaska, Fetysara, Janiszőlő, Laniszőlő, Leanika, Leanka, Leány Szőlő, Leányka, Lyan Szőlő, Mädchentraube, Medhentraube, Parsarjaska,  Parsaryaska, Pasareaska Albă, Poama Fetei, Poama Fetei Albă, Poama Pasareasca, Rozsas Leanyka, Rumänien Fetească, Ungarn Leanyka und Varatik bekannt.